# Запорово
Запорово — деревня в Струго-Красненском районе Псковской области России. Входит в состав сельского поселения «Новосельская волость».

## География
Находится на северо-востоке региона, в юго-западной части района, на реке Пскова.
Улица одна: ул. Верхние Полоски.

## История
До марта 2005 года деревня Запорово входила в  Молодейскую волость.
В соответствии с Законом Псковской области от 28 февраля 2005 года № 420-ОЗ  деревня Запорово, вместе с другими селениями упраздненной Молодейской волости, вошла в состав образованного муниципального образования Новосельская волость.

## Население
| 2001 | 2002 | 2010 | 2011 |
| ---- | ---- | ---- | ---- |
| 17   | ↗21  | ↘11  | ↗14  |

## Инфраструктура
Личное подсобное хозяйство.
Почтовое отделение, обслуживающее д. Запорово — 181161; расположено в д.  Палицы.

## Транспорт
Просёлочные дороги.